# Clavascidium
Clavascidium — рід грибів родини Verrucariaceae. Назва вперше опублікована 1996 року.

## Класифікація
До роду Clavascidium відносять 10 видів:
- Clavascidium alvarense
- Clavascidium antillarum
- Clavascidium imitans
- Clavascidium kisovense
- Clavascidium krylovianum
- Clavascidium lacinulatum
- Clavascidium liratum
- Clavascidium pseudorufescens
- Clavascidium semaforonense
- Clavascidium umbrinum